# Hipódromo de San Felipe
El Hipódromo de San Felipe fue una instalación deportiva ubicada en el distrito de Jesús María, ciudad de Lima, capital del Perú. Fue propiedad del Estado Peruano y administrada por el Jockey Club del Perú, se ubicaba por las cercanías de la avenida Salaverry. Acogió actividad hípica desde 1938, reemplazando al Hipódromo de Santa Beatriz hasta 1960, cuando se inauguró el Hipódromo de Monterrico.

## Historia
A fines del siglo XIX, el Estado Peruano otorgó en enfiteusis al Jockey Club del Perú el terreno donde se levantaba el antiguo Hipódromo de Santa Beatriz. Sin embargo, en los años 1930, el crecimiento urbano de la ciudad de Lima obligó al Estado a requerir nuevamente el terreno. A cambio, el gobierno del presidente Óscar R. Benavides otorgó en uso un terreno ubicado en el distrito de Jesús María hasta el vencimiento del plazo de la enfiteusis que había sido de 99 años. El 4 de diciembre de 1938 se inauguró el nuevo hipódromo con un extraordinario suceso social y deportivo. Sin embargo, su capacidad se vio superada, el 30 de noviembre de 1952 ante ciertas irregularidades en las carreras, los aficionados apostadores invadieron la pista y evitaron la realización de la séptima carrera de ese día a punta de pedradas.
En 1951, la dirigencia del Jockey Club planeó la construcción de un recinto que sea de su propiedad, siendo que en 1952 se adquirieron los terrenos en el distrito de Santiago de Surco donde actualmente se levanta el Hipódromo de Monterrico. La construcción de este recinto se inició en 1955 y culminó en 1960. Ese año fue el último que se utilizó el hipódromo de San Felipe. El 18 de diciembre de 1960 se iniciaron las actividades en Monterrico, quedando el hipódromo de San Felipe en total desuso. Posteriormente fue mayormente derruido y otorgado en parte a la Marina de Guerra del Perú que instaló ahí su Ministerio (donde, actualmente, está el C.C. Real Plaza Salaverry). En el resto del terreno se instaló un conjunto residencial para la Fuerza Aérea del Perú y, en 1966, la Residencial San Felipe.